# Parque nacional Tortuguero

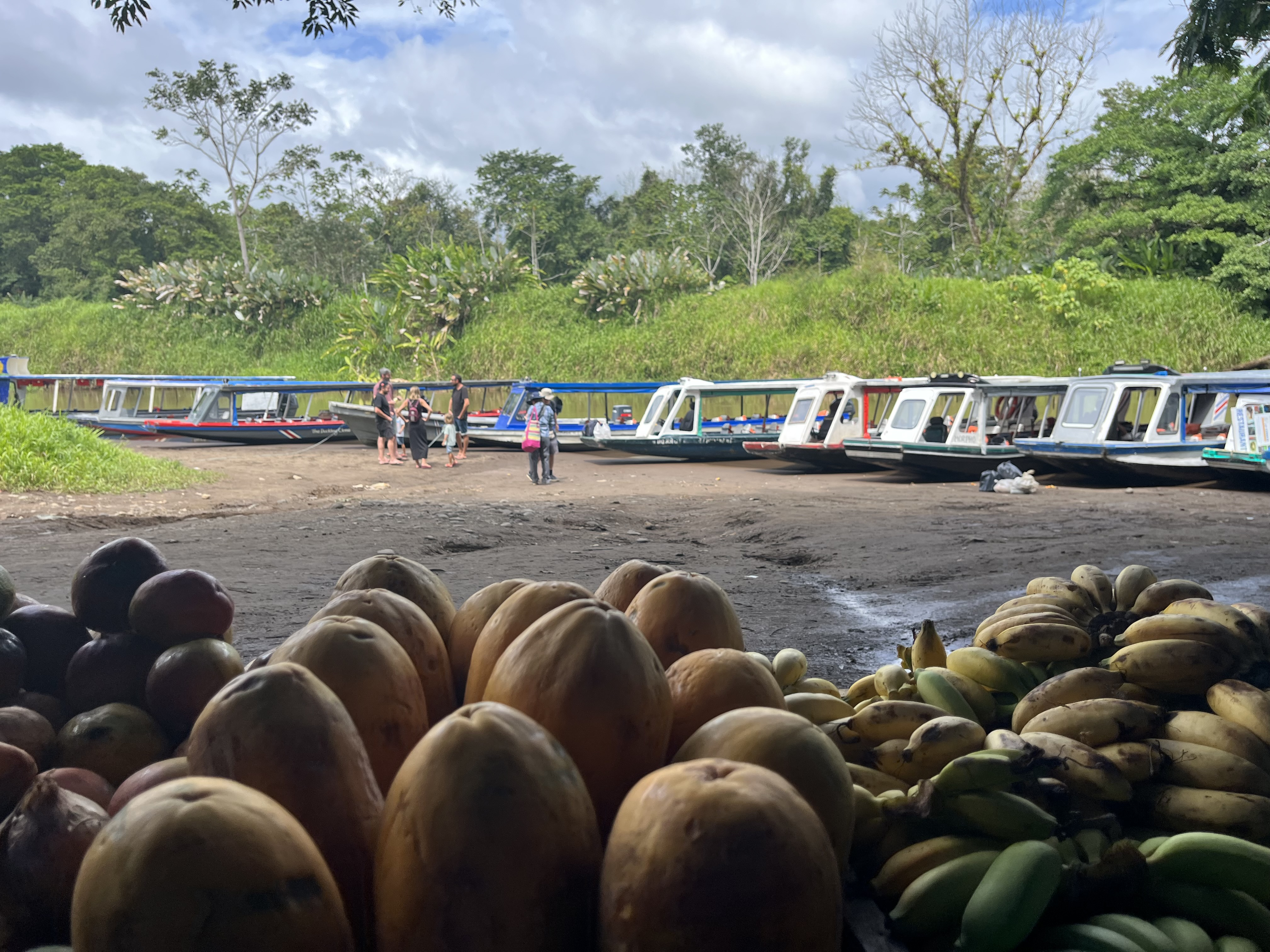
Atracadero pluvial ubicado en La Pavona, Limón, Costa Rica. Conexión al parque nacional y pueblo de Tortuguero

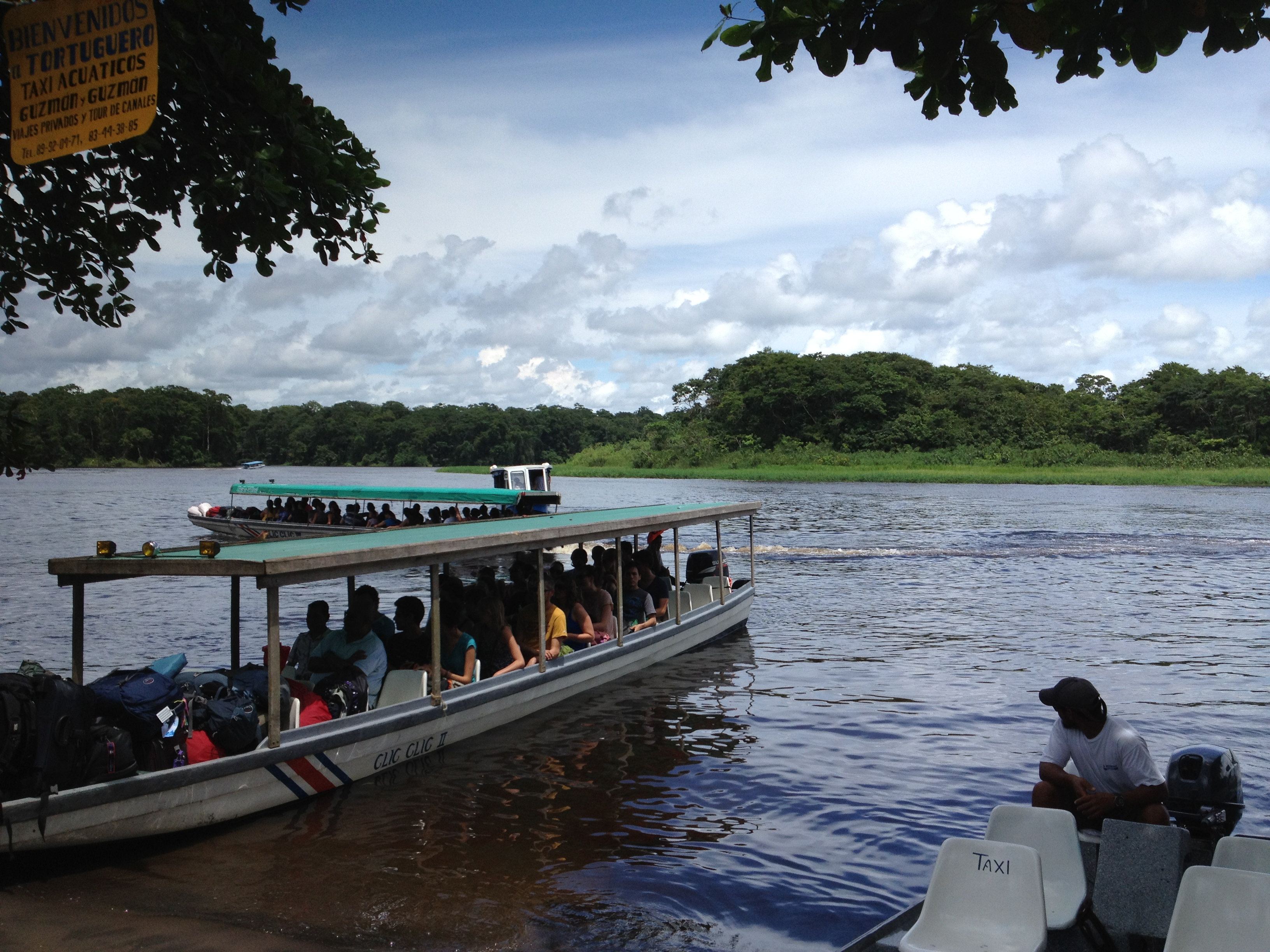
Servicio de taxi-bote y bus-bote en La Pavona, para ingresar por el Río La Suerte a Tortuguero, Limón, Costa Rica

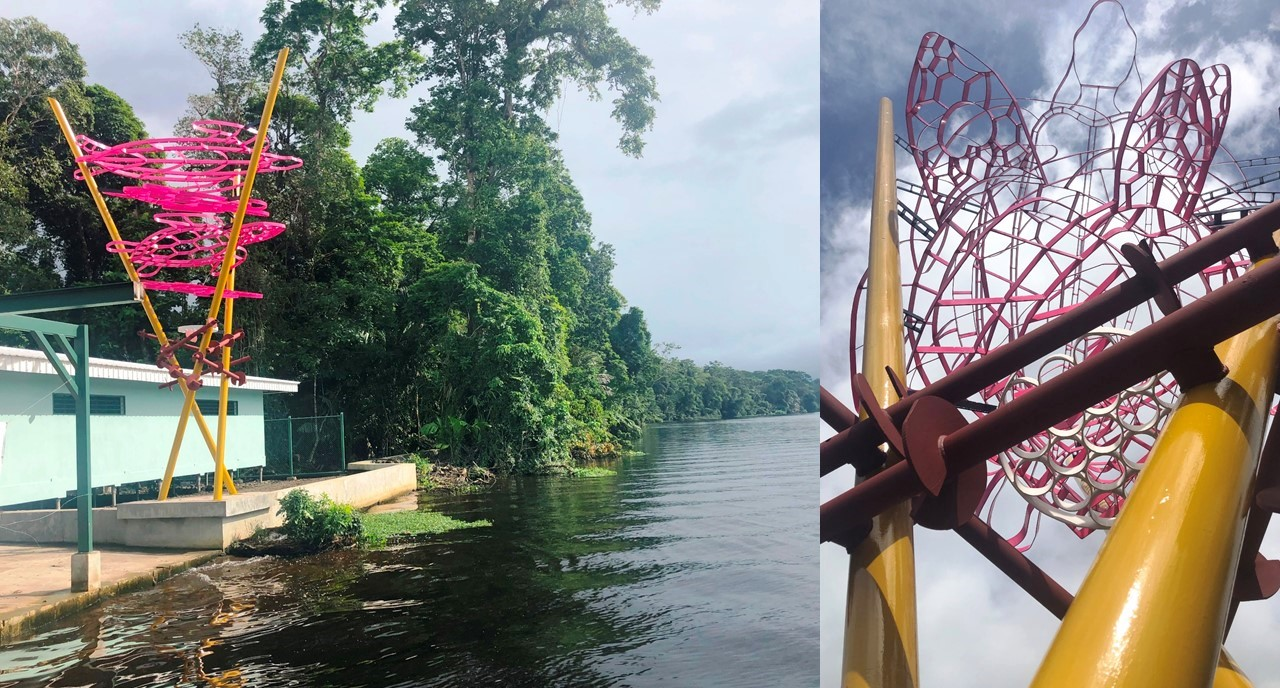
Vista del Puesto Operativo 4 Esquinas del parque nacional Tortuguero, referente de llegada al pueblo y de la Casa de Guardaparques y Control de Ingreso al Parque.

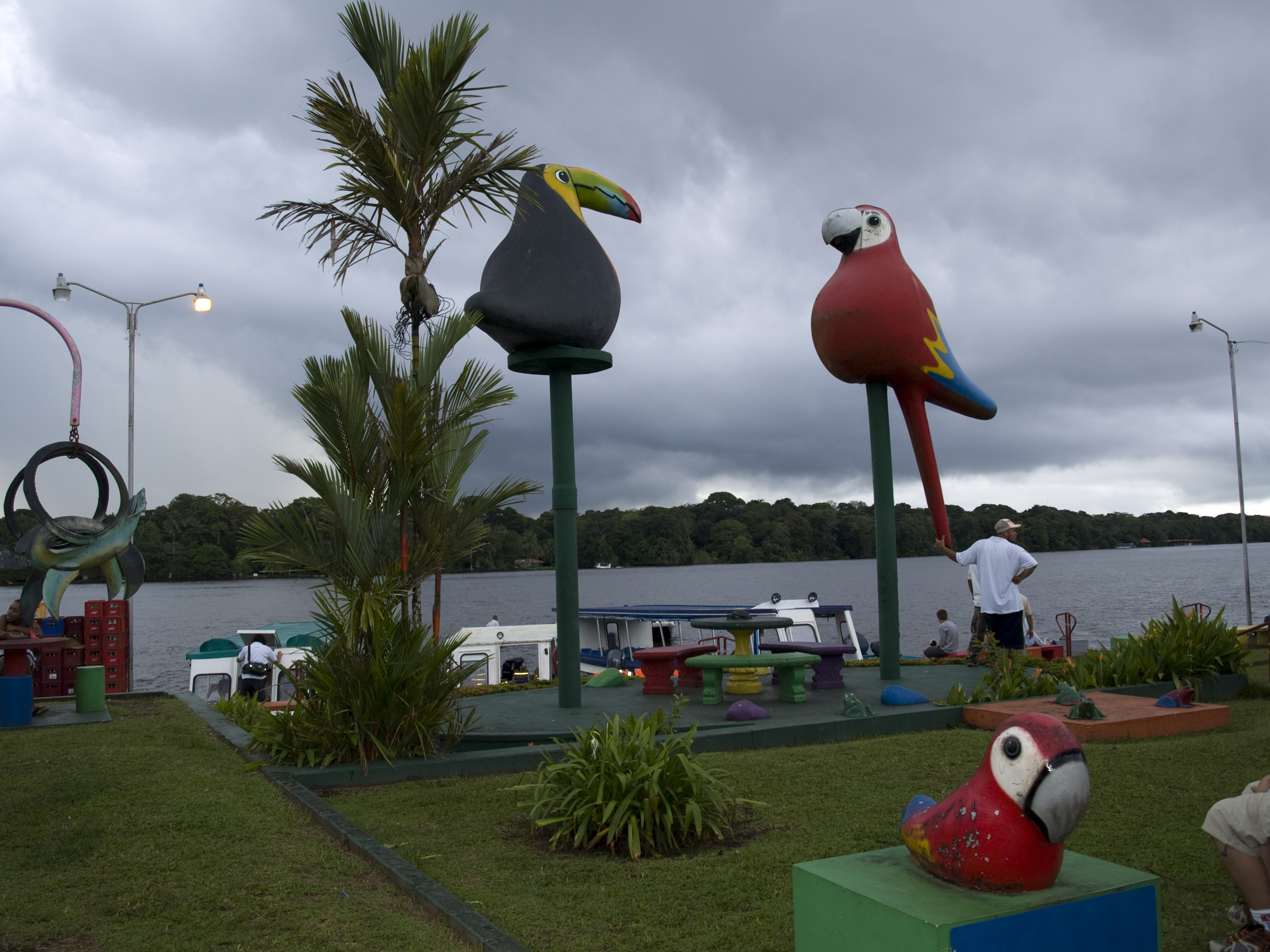
Punto de llegada al pueblo de Tortuguero, a 600m del Parque.

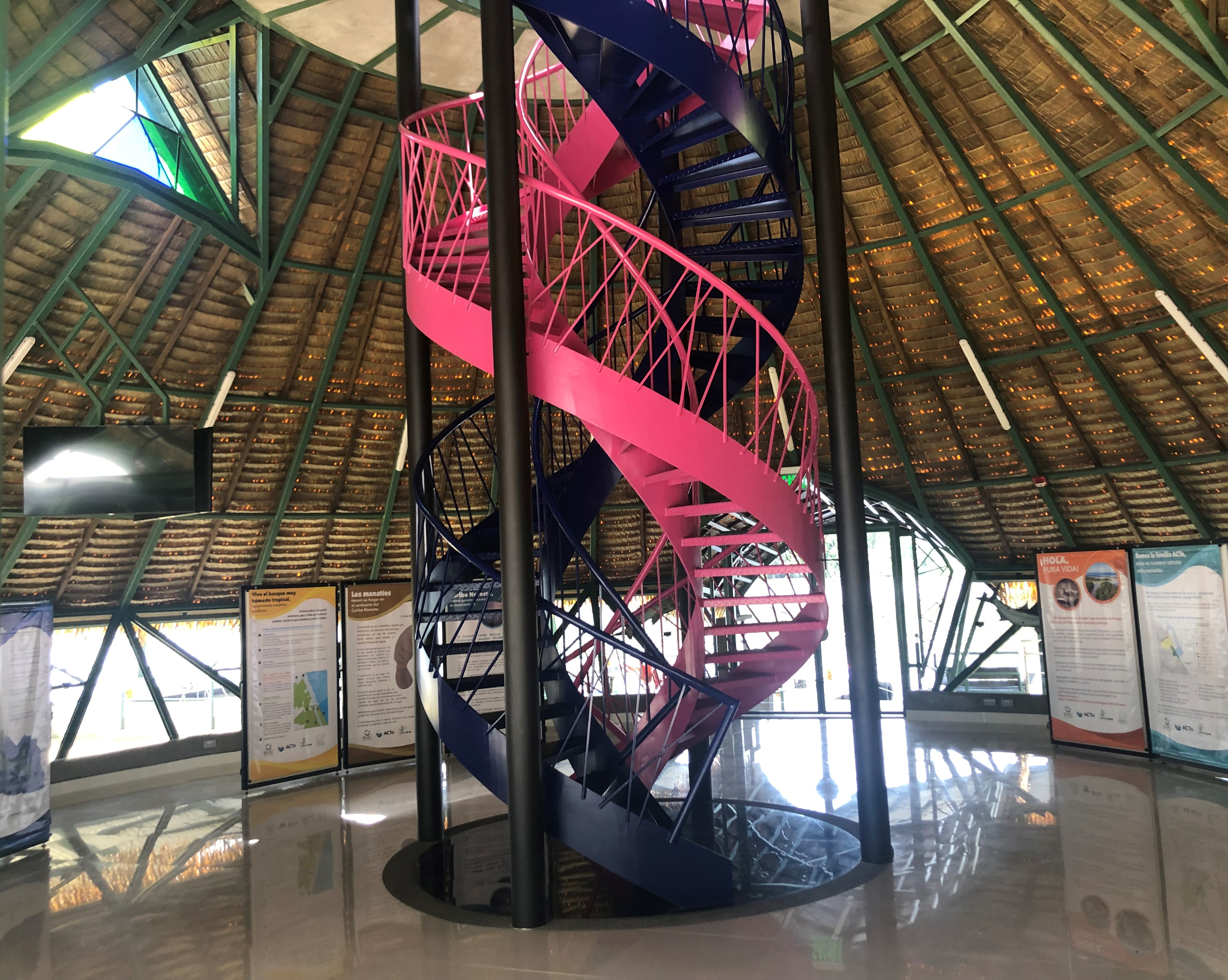
Escalera doble helicoidal ubicada en el Centro de Visitantes del Parque Nacional Tortuguero, Limón, Costa Rica, dando acceso a un espectacular mirador panorámico. Obras del escultor y arquitecto Ibo Bonilla.

El Parque Nacional Tortuguero es un parque nacional de Costa Rica. Está ubicado en el distrito de Colorado, en el cantón de Pococí, provincia de Limón, en el Caribe costarricense. Al norte se ubica el pueblo de Tortuguero y al sur el de Parismina. Creado en 1970, forma parte del Área de Conservación Tortuguero (ACTo), administrada por el Sistema Nacional de Áreas de Conservación de Costa Rica (SINAC), adscrita al Ministerio de Ambiente y Energía.
El parque protege la playa de anidación de tortugas verdes más importante del hemisferio occidental. Está cubierto por un exuberante bosque tropical lluvioso. Dentro del parque se ubican una serie de canales artificiales que comunican el puerto de Moín en el sureste con Barra del Colorado, en la frontera con Nicaragua. Su acceso es solo por vía fluvial o marítima y todos los servicios comerciales y administrativos utilizan los "botes" como medio de transporte.

## Historia
Fue declarado parque nacional el 24 de setiembre de 1970 y sus límites han sido modificados en tres ocasiones (1980, 1995 y 1998) con el objetivo de incorporar más territorio. Su extensión ha pasado de 64.701,45 a 76.937 hectáreas. De estas 50.284 son marinas y 26.653 son terrestres.
En el caso del área terrestre el 99% se utiliza para la protección absoluta de los recursos y el 1% como sitio de visitación. El área marina está dedicada al 100% para la conservación absoluta.

## Ubicación
El parque nacional Tortuguero se ubica al noreste del territorio costarricense y alcanzando la colindancia con Nicaragua. Incluye la disputada Isla Calero, que el Tribunal de La Haya ratificó recientemente como propiedad de Costa Rica. 
Es un importante destino turístico de Costa Rica debido a que se reconoce internacionalmente por proteger la playa de anidación de tortugas verdes más importante del hemisferio occidental.
Lejos de los centros urbanos y conformado por una extensa red de ríos y canales, el acceso es posible únicamente a través de lanchas pequeñas, donde las pequeñas comunidades que rodean el Área Silvestre Protegida, como Barra del Tortuguero y San Francisco, aún conservan las tradiciones más auténticas del Caribe. Tiene la caractrística de tener como único medio de transporte la bicicleta y el bote, haciendo del recorrido un encuentro con la cultura caribeña. 

## Clima
Su clima es húmedo; lluvia anual llega a 6000 mm en la parte norte del parque. Es una de las áreas más lluviosas del país. No existe la época seca, pero si es un hecho que llueve menos en febrero, marzo y octubre.

## Ecoturismo e Investigación
El parque nacional Tortuguero cuenta con facilidades ambientales y de infraestructura para la investigación y el ecoturismo, los ecosistemas de la zona son tan complejos y diversos que el visitante puede  experienciar múltiples en los recorridos, pasando de la tranquilidad a encontrarse con una gran variedad de especies de flora y fauna características del Caribe costarricense.
Cuenta con senderos y otras facilidades ecoturísticas. Actualmente tiene el Sendero el Cerro, que cuenta con su propio atracadero y da acceso al punto más alto de todo el Caribe costarricense a 119 m.s.n.m, la cima del Volcán Tortuguero, con espectaculares vistas panorámicas de Mar Caribe hasta las llanuras del norte.
En el sector de Cuatro Esquinas se encuentra la Estación de Guardaparques, con su propio atracadero y recepción de ecoturistas, y pronto esperan empezar las obras de nueva infraestructura para facilidades para turistas e investigadores.
El parque nacional Tortuguero como parte del Sistema Nacional de Áreas de Conservación (SINAC) es la autoridad encargada de velar por la conservación y educación ambiental en el sector, cuenta modernas instalaciones construidas arquitectura bioclimática, principios de sotenibilidad y construcción verde, con casa de Guardaparques, oficinas, Bodegas para equipos para uso administrativo y una sala de conferencias, puesto de información, Centro de Visitantes, Módulo de servicios sanitarios y muelle, con accesibilidad universal, para uso de ecoturistas y comunidad.
Además construyó un muelle y sendero con miradores para visitación segura al Cerro Tortuguero, como punto más alto del Caribe y vistas panorámicas de la región y más allá como las llanuras del norte, volcanes Turrialba y Arenal.La infraestructura del parque fue diseñada por el reconocido arquitecto y escultor Ibo Bonilla, quien hizo la escultura "Tortuguero Pura Vida" y las escaleras helicoidales del Centro de Visitantes, que se han vuelto otro atractivo de visita al parque.

## Flora y fauna
Tortuguero es famoso por el desove de tortugas en sus playas. También existen cantidades de monos, perezosos, ranas, iguanas, peces, cocodrilos, manatíes, pumas y muchas otras especies de animales.

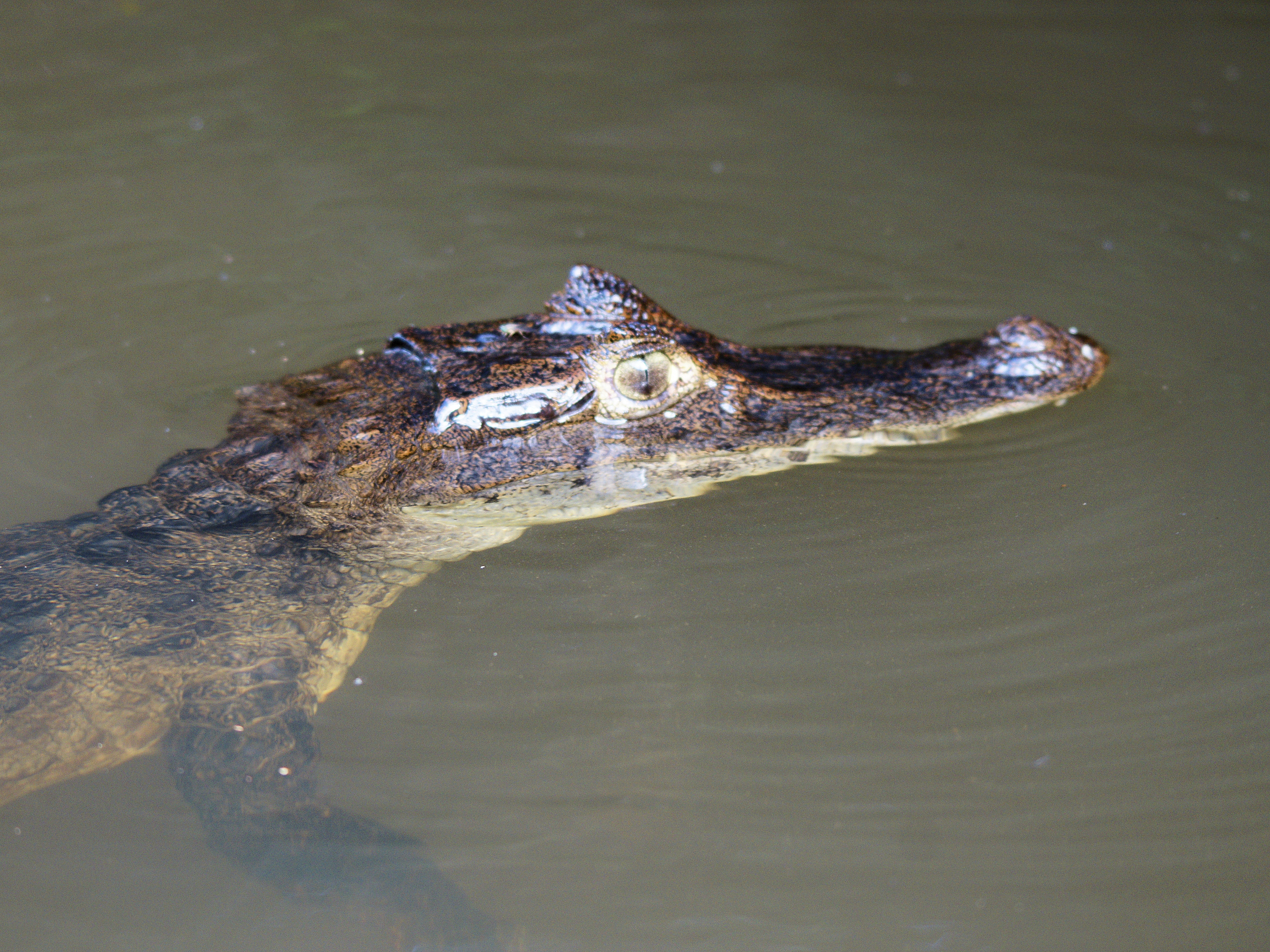
Caiman crocodilus
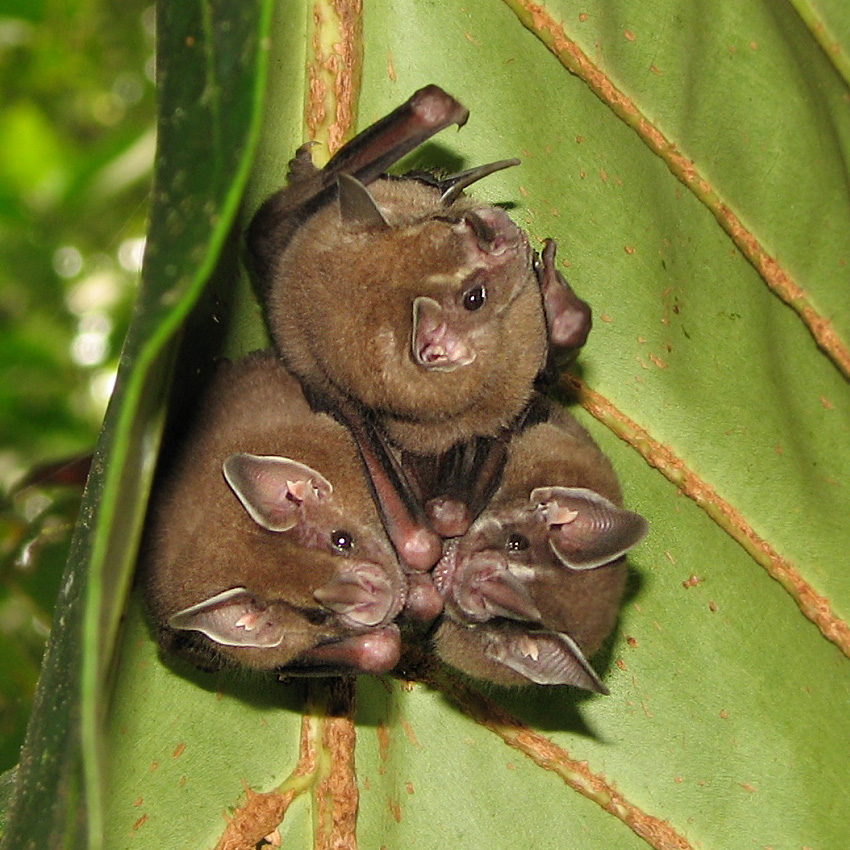
Artibeus sp
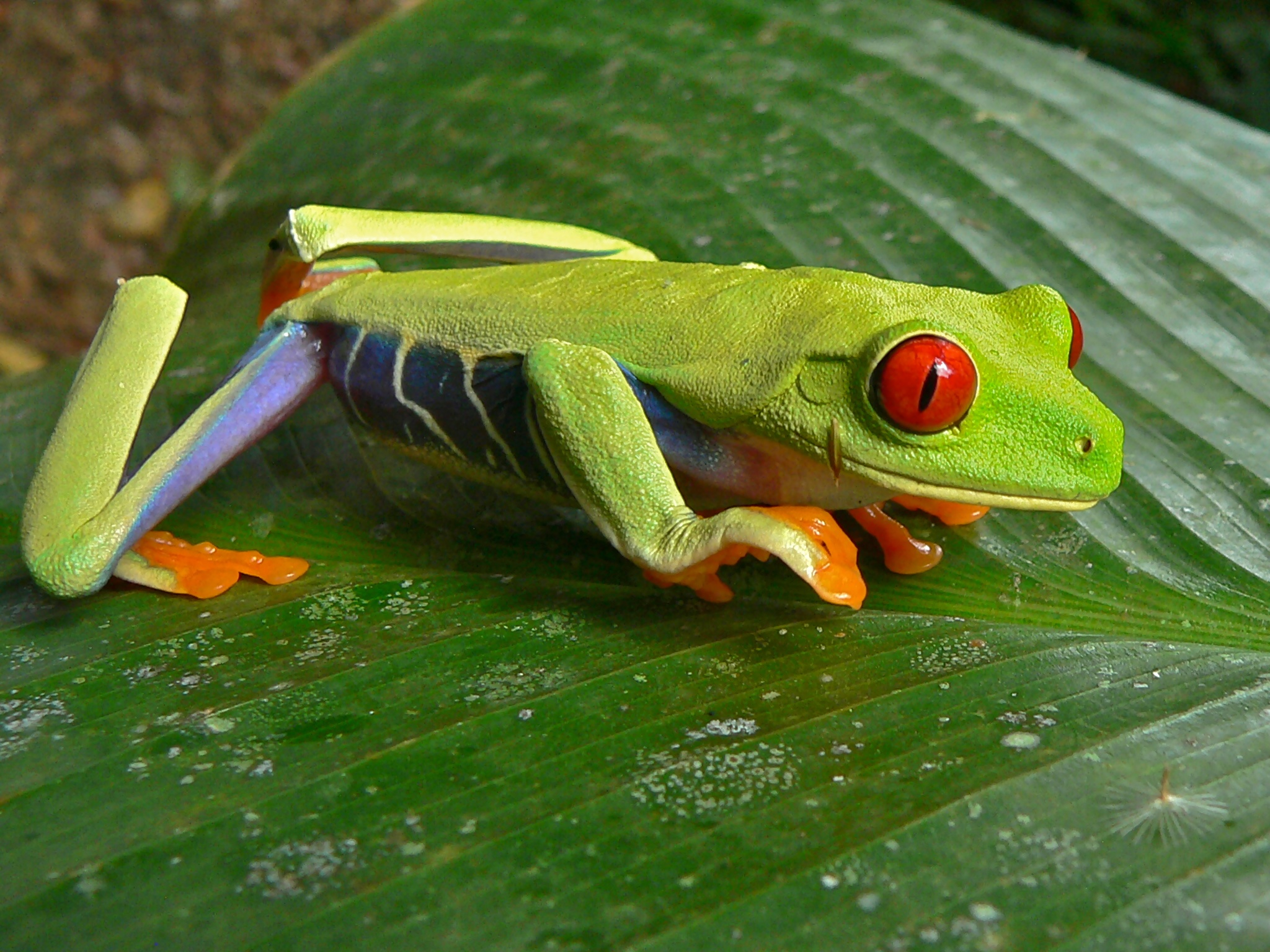
Rana roja de árbol (Agalychnis callidryas)
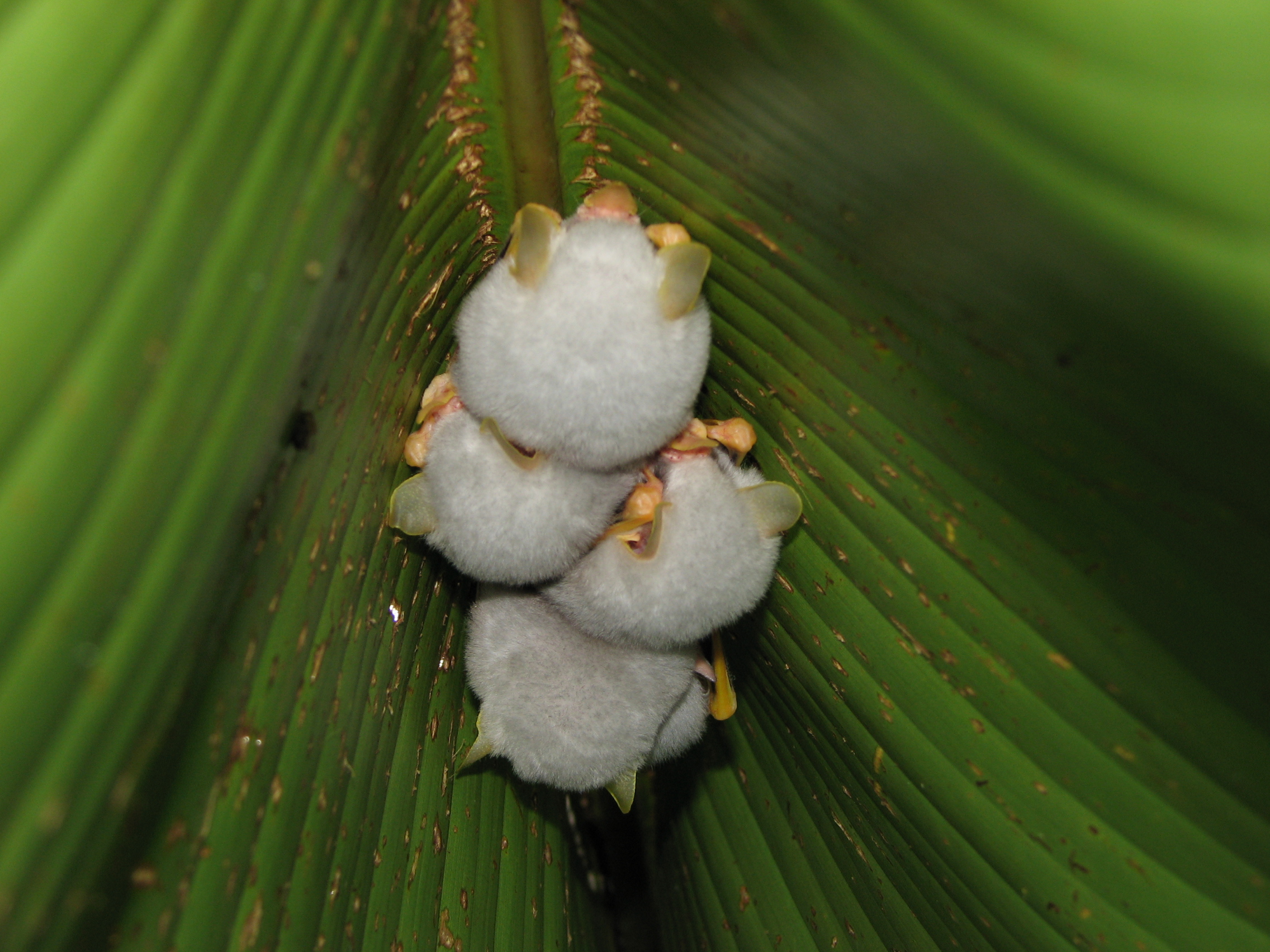
Ectophylla alba
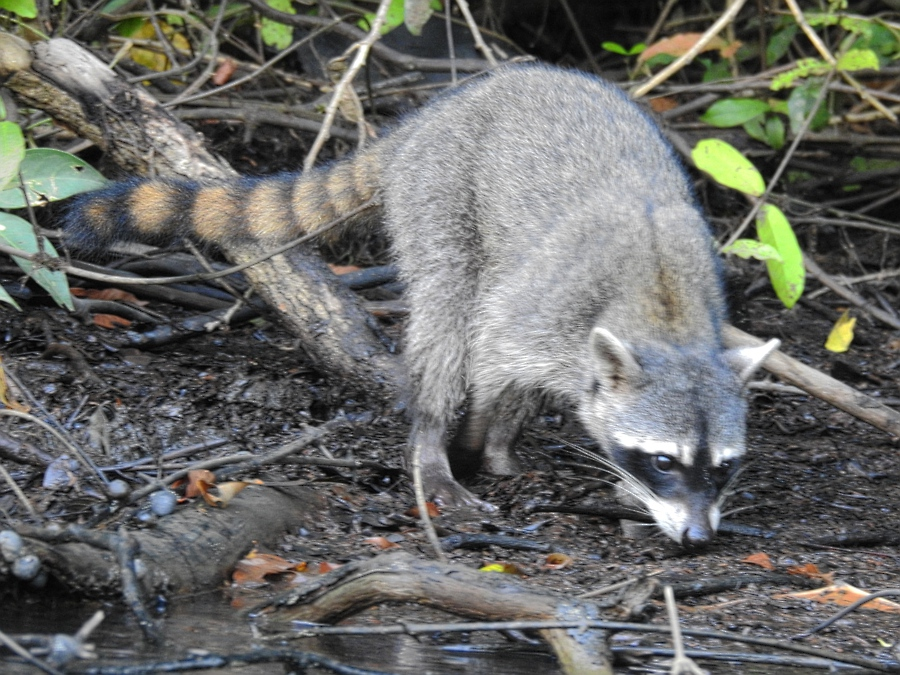
Mapache
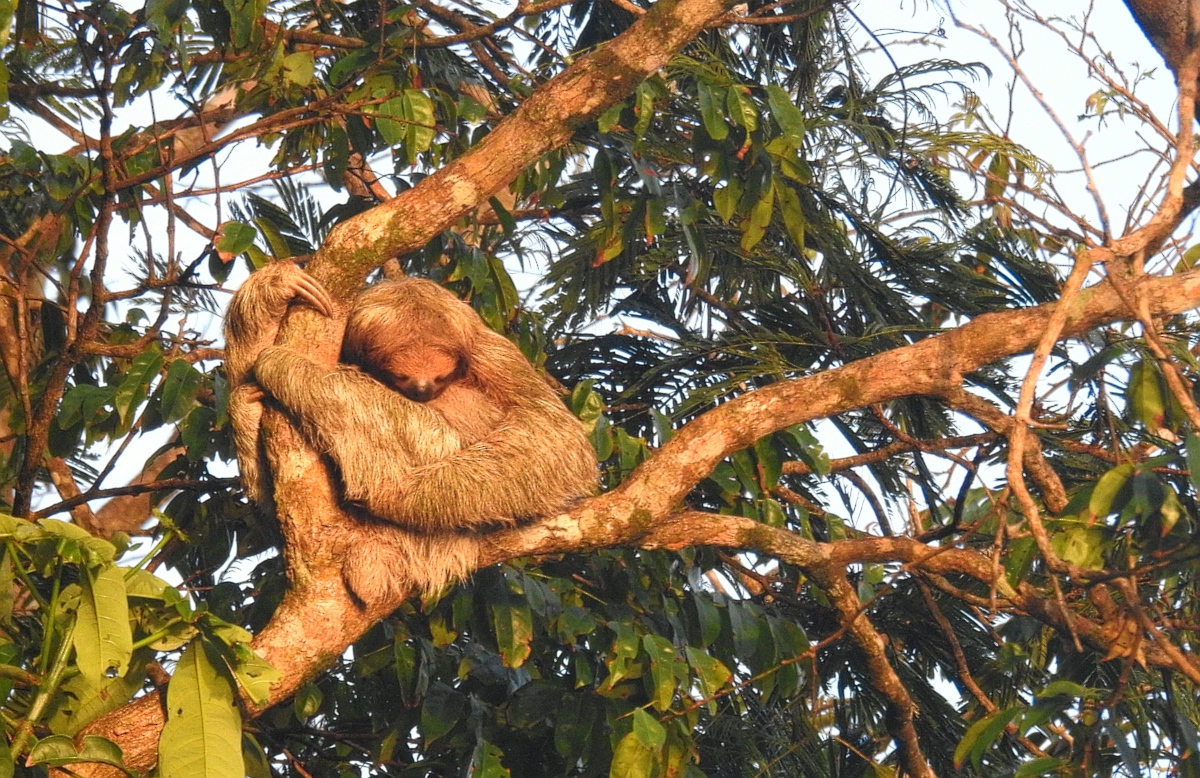
Perezoso
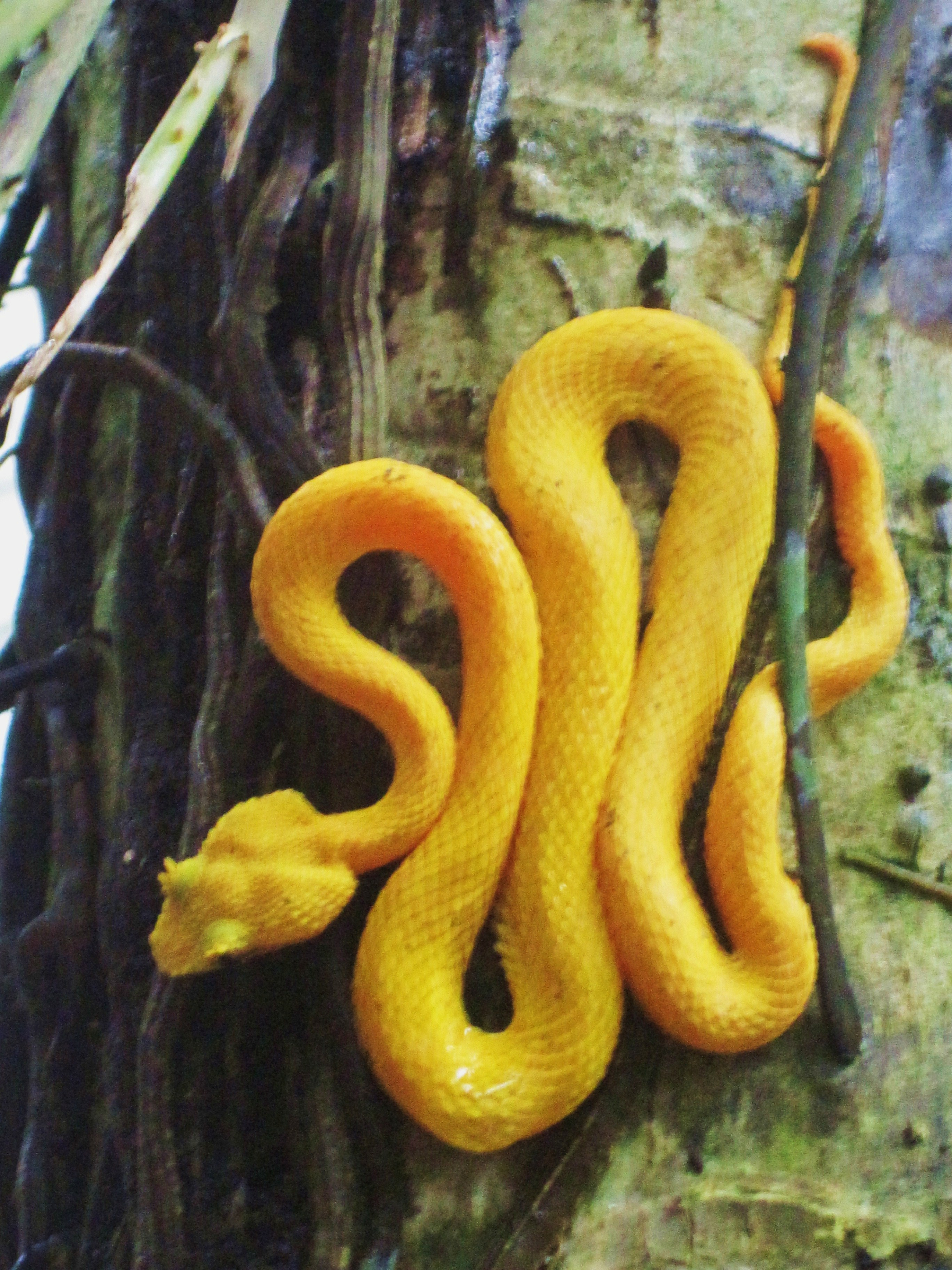
Bothriechis schlegelii
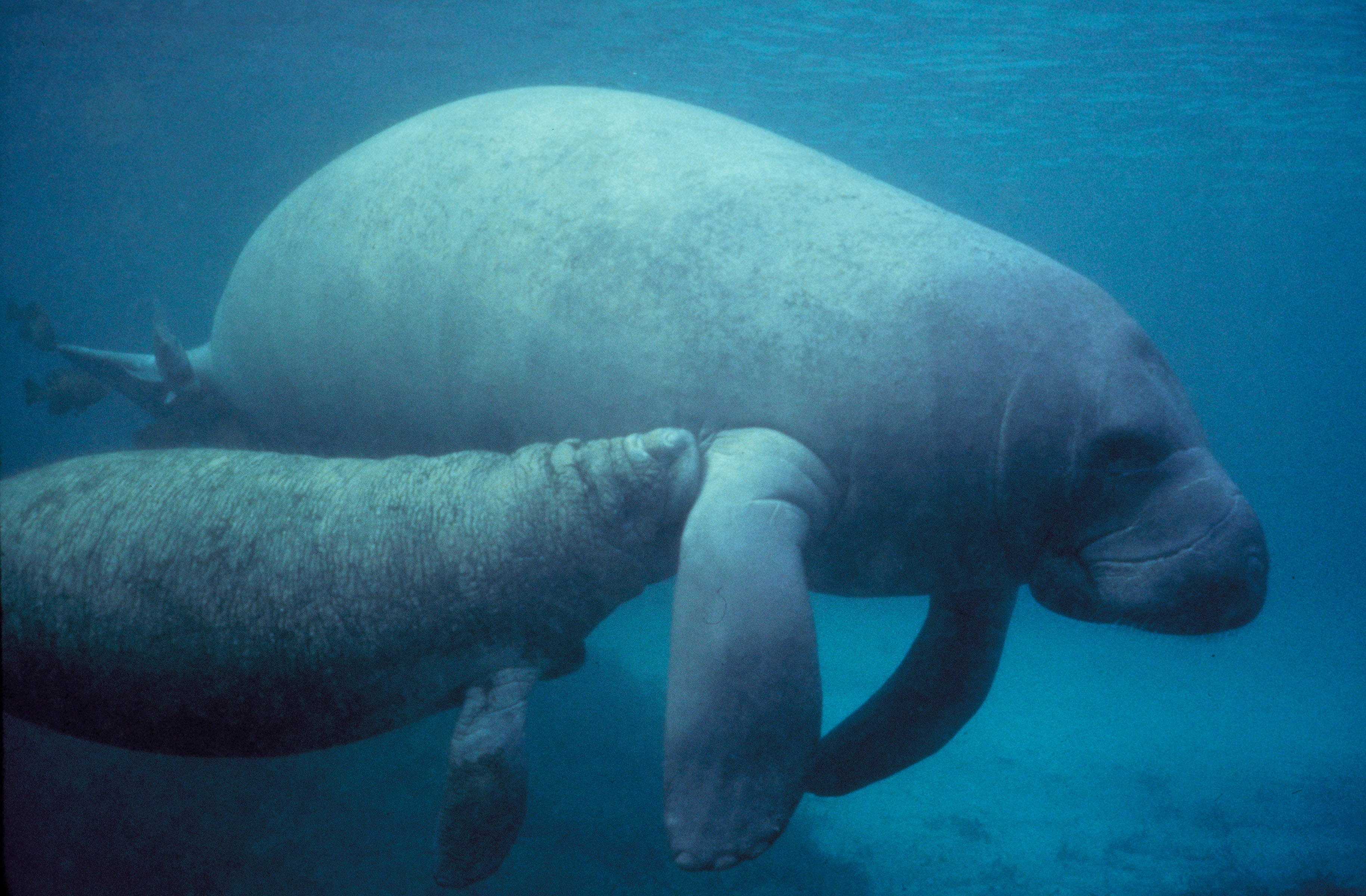
Manatie y su cría
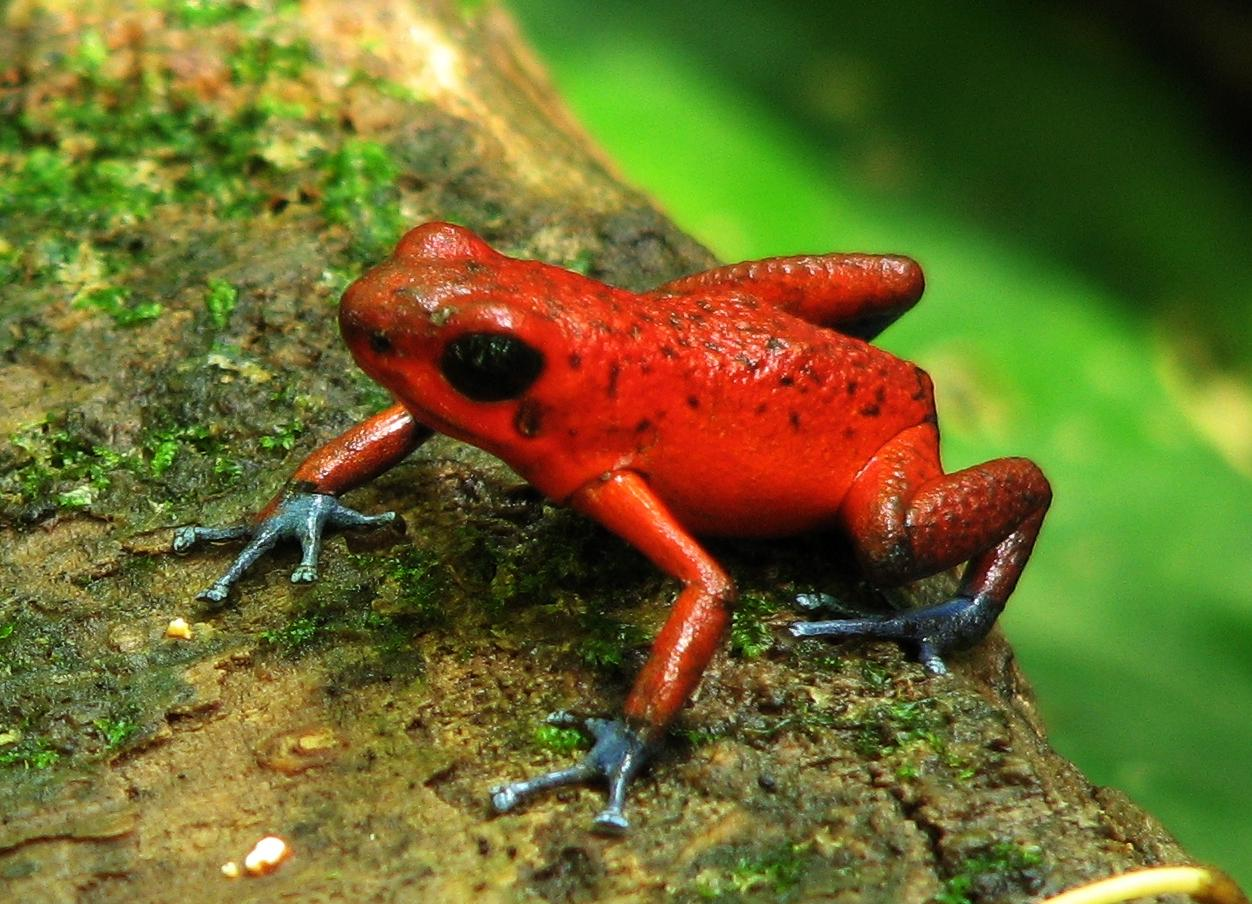
Oophaga pumilio
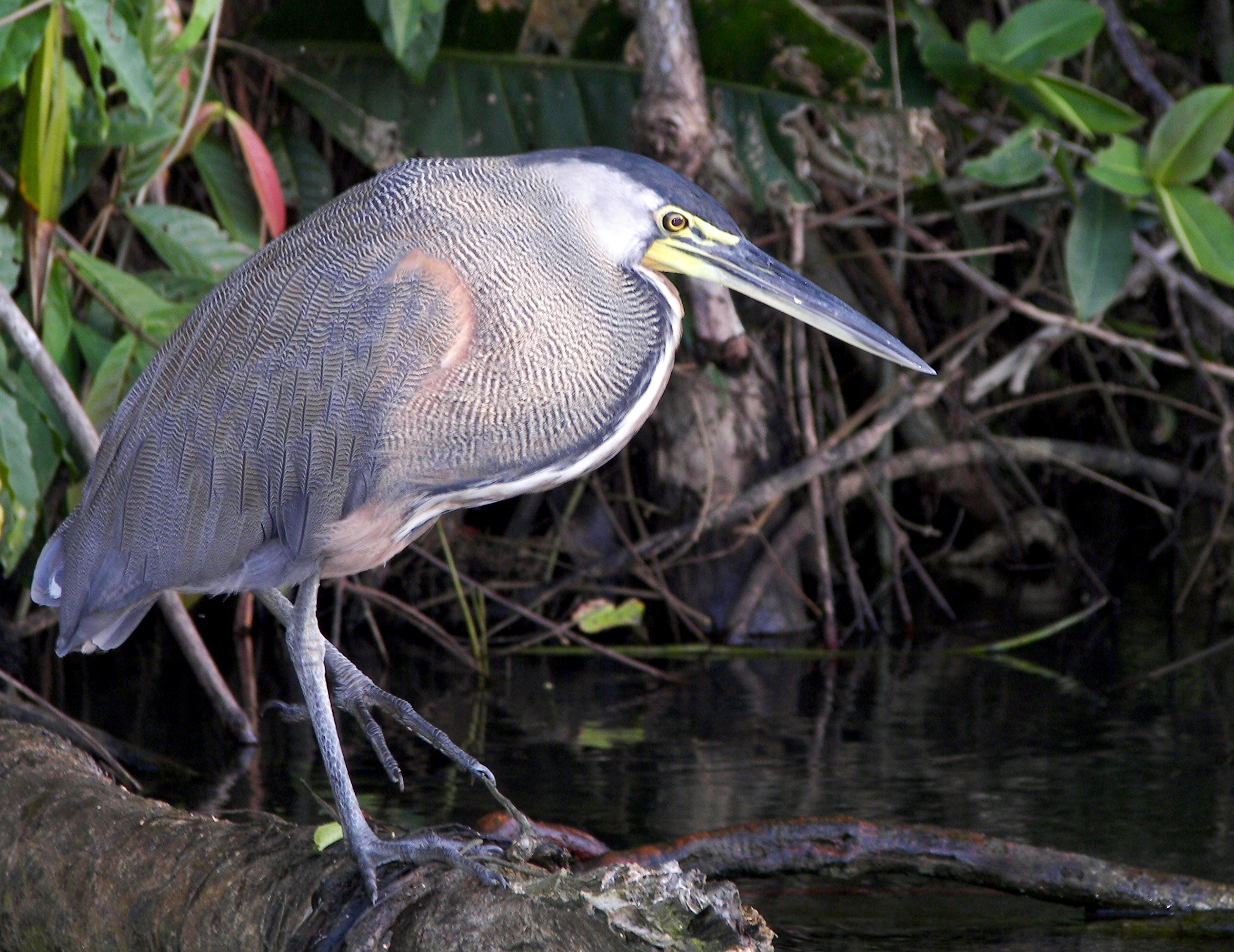
Bare-throated-Tiger